# Eduardo Kac
Eduardo Kac (Rio de Janeiro, 3 de julho de 1962) é um artista contemporâneo e pioneiro da arte digital, arte holográfica, arte da telepresença e bioarte.

## Histórico
Kac formou-se em Comunicação Social pela Pontifícia Universidade Católica do Rio de Janeiro. No início da década de 1980, começou a apresentar várias performances satíricas no Rio de Janeiro e em São Paulo. Em 1983, lançou o livro de artista "Escracho" (o qual faz parte do acervo do Museum of Modern Art de Nova York) e começou a trabalhar o conceito de holopoesia. Em 1984, participou da mostra "Como Vai Você, Geração 80?" no Parque Lage (Rio de Janeiro). Entre 1985 e 1986, iniciou seus trabalhos com arte digital através do sistema videotexto. Em 1989, Kac mudou-se para os Estados Unidos, onde obteve mestrado em Artes Plásticas pela School of the Art Institute of Chicago.

## Vanguarda

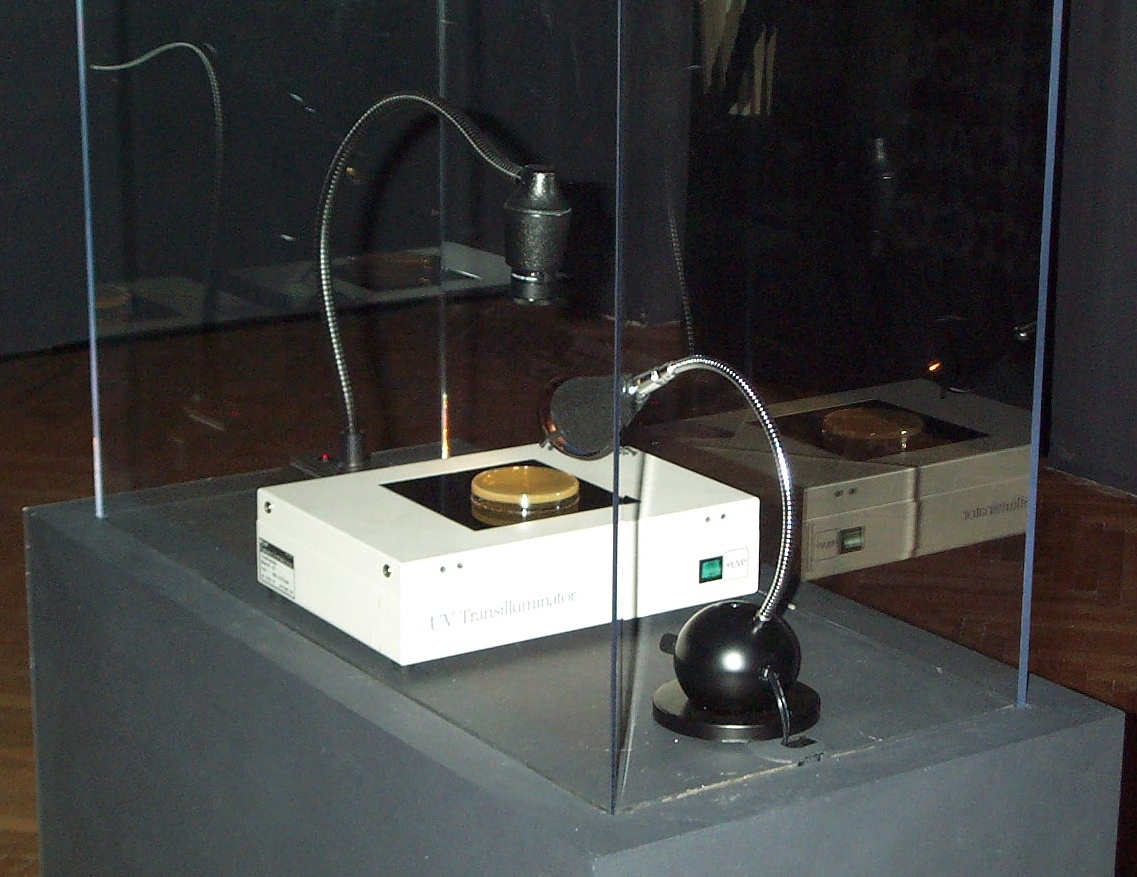
Instalação "Genesis" de Kac, na Ars Electronica 1999. A obra foi comprada para o acervo do Institut Valencià d'Art Modern da Espanha, em 2008.

Em 1997, tornou-se a primeira pessoa a ter um microchip (um transponder de identificação) implantado no próprio corpo (especificamente, no calcanhar esquerdo), em sua obra "Time Capsule" ("Cápsula do Tempo"), que levanta questões de ética na era digital. Programada para exibição na mostra "Arte e Tecnologia" do Instituto Cultural Itaú, em 1997, a obra foi vetada pelo departamento jurídico do banco, pois havia risco de morte para o artista. Kac não desistiu e levou o proje(c)to adiante, apresentando-se na Casa das Rosas (São Paulo), entre 11 de novembro e 20 de dezembro de 1997.
Em 1999, Kac inaugurou a arte transgênica com sua obra "Genesis" no festival Ars Eletronica em Linz, Áustria. Na obra, um gene sintético (codificação de um trecho do Velho Testamento em inglês, convertido em código Morse e deste para o "alfabeto" do DNA) foi introduzido em bactérias, as quais eram expostas à luz ultravioleta por participantes remotos via web, causando mutação no código genético. Depois da exposição, a sequência foi codificada novamente em inglês e o resultado publicado por Kac em seu website.
Em 2000, causou novamente polêmica com sua obra GFP Bunny, onde utilizou de engenharia genética para introduzir genes de fluorescência em células reprodutivas de uma coelha: sob luz azul, o animal resultante emite luz verde.

## Obras (impressas)
- KAC, Eduardo. Signs of Life: Bio Art and Beyond. Cambridge: MIT Press, 2007. ISBN 0-262-11293-0
- KAC, Eduardo. Telepresence and Bio Art - Networking Humans, Rabbits and Robot. Ann Arbor: University of Michigan Press, 2005. ISBN 0-472-06810-5

### Em vídeo
- Eduardo Kac: Eight Dialogues. Dirigido por Bruno Vianna. São Paulo: Itaú Cultural, 2002 (30 minutos, NTSC).

### Em inglês
- (em inglês)-Conexões telemáticas
- (em inglês)-Mais organimos transgênicos fluorescentes
- (em inglês)-Cronologia da arte robótica
- (em inglês)-Biopoesia

### Em português
- (em português)-Nova ordem natural por Daniela Canedo. Em Revista Oi. Acessado em 24 de setembro de 2007.
- (em português)-Filosofia selvagem por Ronaldo Bressane. Em Revista V. Acessado em 24 de setembro de 2007.
- (em português)-Rompendo as Dimensões por Mariana Peixoto. Em O Estado de Minas Gerais. Acessado em 24 de setembro de 2007.
- (em português)-Eduardo Kac no país das maravilhas por Didier Ottinger. Acessado em 24 de setembro de 2007.

### Em alemão
- (em alemão)-Thomas Dreher: Telepraesenz - Eduardo Kac und Ken Goldberg
- (em alemão)-Thomas Dreher: The Eighth Day - Eduardo Kac